# Colletes guichardi
Colletes guichardi är en biart som beskrevs av Kuhlmann 2003. Colletes guichardi ingår i släktet sidenbin, och familjen korttungebin. Inga underarter finns listade i Catalogue of Life.